# Rigo
Rigo es una serie de televisión biográfica colombiana de drama deportivo producida por Estudios RCN. La serie cuenta la historia del ciclista en ruta profesional Rigoberto Urán y está inspirada en el libro Rigo de Andrés López.
Está protagonizada por Juan Pablo Urrego y Ana María Estupiñán, con las participaciones antagónicas de Julián Arango, Emmanuel Restrepo, Daniel Toro y Felipe Giraldo. La serie se estrenó el 9 de octubre de 2023 por Canal RCN y finalizó el 15 de abril de 2024. Posteriormente está disponible en modalidad day and date en Prime Video.

## Sinopsis
Cuando sólo tenía 14 años, su padre, el humilde vendedor de lotería a quien amó con todo su corazón y le enseñó el amor a las bicicletas, fue asesinado por los paramilitares. Esta tragedia dejó a su madre en una profunda depresión. Frente al ataúd de su padre, ‘Rigo’ hizo tres promesas que ha tratado de cumplir con su mejor esfuerzo: Cuidar de su madre y hermana menor, terminar el bachillerato y pedalear hasta el fin del mundo. La última ha sido la más difícil de conquistar, aunque a la edad de 19 años, se convirtió en el ciclista más joven en el máximo nivel del ciclismo mundial. Se ha caído muchas veces, pero se ha levantado para seguir ascendiendo las montañas del mundo.

## Reparto

### Reparto Principal
- Juan Pablo Urrego como  Rigoberto "Rigo" Urán Urán
- Ana María Estupiñán como Michelle Alejandra Durango López
- Robinson Díaz como Rigoberto de Jesús Urán Zapata
- Sandra Reyes como Aracely Urán de Urán
- Julián Arango como Evaristo Nepomuceno Rendón Saldarriaga
- Ramiro Meneses como Luis "Lucho" Urán Zapata
- Andrea Guzmán como María Girlesa Gómez
- Ella Becerra como Berenice Urán
- Mauricio Mejía como Pedro Durango
- Yesenia Valencia como Silvia López de Durango
- Elizabeth Chavarriaga como Sofía Durango López
- Ricardo Henao como Gustavo Durango
- Vivian Ossa como Paola Vásquez
- Sebastián Toro como Jorge de Jesús "Jorgito" Urán Gómez
- Sebastián Gutiérrez como Ignacio "Chacho"
- Emmanuel Restrepo como Carmelo del Socorro Rendón Barreneche
- Ricardo Vesga como Tiberio del Carmen Díaz Ramírez

### Reparto Recurrente
- Daniel Toro como Uriel Vidal
- Felipe Giraldo como Alias Cuervo
- Jerónimo Cantillo como Ricardo Monsalve
- Stephania Duque como Adriana Mora
- Jose Lombana como Nicolás
- Eduardo Pérez como Tomás Aguirre
- Juan Pablo Acosta como Isidro Agudelo
- Julián Beltrán como David Valverde
- Roberto Marín como Jose Queso
- Charlie Becerra como Edward Bocanegra
- Pedro Suárez como Don Ovidio Moncada
- Mila Martínez como Irma Carvajal
- Inés Prieto como Doña Chila
- Luis Eduardo Arango como Director Rodolfo Acevedo
- Héctor García Cortés como Comandante de policía de Urrao
- Felipe Barbetti como Edison Pachón
- Claudia de Hoyos como Fiscal Flor Cristancho
- Jaime Arano como Cristian Faciolince
- Luis Fernando Salas como Alexander
- Marlyn Dinas como Julieta Salcedo
- Tomaso Tarli como Giuseppe Alessandro
- Álvaro Benet como Mariano Santana
- Jose Luis Díaz como Javier Montes
- Elizabeth Minotta como Helena Rendón Cossio
- Mauricio Goyeneche como Luis Carlos Durán "Miseria"
- Juan Manuel Combariza como Peppe
- Daniela Helmsdorff como Tania

### Invitados Especiales
- Raúl Ocampo como Santiago Botero
- Rafael Martínez como Cristóbal Rendón Narváez
- Alejandro Tamayo como Alberto Montoya

## Episodios
| N.º | Título                                                         | Fecha de emisión original | Rating (puntos) |
| --- | -------------------------------------------------------------- | ------------------------- | --------------- |
| 12  | «El hijo de Urrao»«El amor llega de golpe»                     | 9 de octubre de 2023      | 7.2             |
| 34  | «El poder de un buen hablador»«La envidia afecta a los Urán»   | 10 de octubre de 2023     | 6.8             |
| 5   | «La desconfianza trae problemas»                               | 11 de octubre de 2023     | 5.8             |
| 6   | «Los chismes tocan la puerta de los Urán»                      | 13 de octubre de 2023     | 6.0             |
| 7   | «Nace un sueño»                                                | 18 de octubre de 2023     | 6.5             |
| 8   | «Urrao se hunde en el conflicto»                               | 19 de octubre de 2023     | 7.0             |
| 9   | «Rigo se enfrenta a las adversidades»                          | 20 de octubre de 2023     | 6.0             |
| 10  | «Nada es un obstáculo para Rigo»                               | 23 de octubre de 2023     | 7.2             |
| 11  | «Carmelo provoca la rabia de Rigo»                             | 24 de octubre de 2023     | 7.3             |
| 12  | «Rigo se propone sorprender a Pedro»                           | 25 de octubre de 2023     | 7.1             |
| 13  | «Rigo no se vara por nada»                                     | 26 de octubre de 2023     | 7.2             |
| 14  | «La primera caída es un gran aprendizaje»                      | 27 de octubre de 2023     | 6.5             |
| 15  | «Rigo demuestra por qué es un triunfador»                      | 30 de octubre de 2023     | 7.4             |
| 16  | «De eso tan bueno, no dan tanto»                               | 31 de octubre de 2023     | 5.5             |
| 17  | «Lucho asume una gran promesa»                                 | 1 de noviembre de 2023    | 8.0             |
| 18  | «Soñar no cuesta nada»                                         | 2 de noviembre de 2023    | 6.9             |
| 19  | «Berenice se enfrenta a Evaristo»                              | 3 de noviembre de 2023    | 6.4             |
| 20  | «Los Urán están entre la espada y la pared»                    | 7 de noviembre de 2023    | 7.3             |
| 21  | «Asumiendo riesgos por la familia»                             | 8 de noviembre de 2023    | 7.9             |
| 22  | «La competencia de Rigo»                                       | 9 de noviembre de 2023    | 6.8             |
| 23  | «Preocupaciones de una madre»                                  | 10 de noviembre de 2023   | 6.5             |
| 24  | «El triste adiós de Don Rigo»                                  | 14 de noviembre de 2023   | 7.2             |
| 25  | «Viviendo en la zozobra»                                       | 15 de noviembre de 2023   | 7.3             |
| 26  | «La salud de Aracely preocupa a su familia»                    | 17 de noviembre de 2023   | 6.9             |
| 27  | «Aracely le da una luz de esperanza a Rigo»                    | 20 de noviembre de 2023   | 8.0             |
| 28  | «Evaristo daña la tranquilidad de los Urán»                    | 22 de noviembre de 2023   | 7.7             |
| 29  | «Rigo enfrenta un camino lleno de trampas»                     | 23 de noviembre de 2023   | 7.6             |
| 30  | «Una motivación divina»                                        | 24 de noviembre de 2023   | 7.5             |
| 31  | «Michelle admite sus sentimientos»                             | 27 de noviembre de 2023   | 8.6             |
| 32  | «Nuevos caminos tocan la puerta»                               | 28 de noviembre de 2023   | 8.3             |
| 33  | «Evaristo da la cara a la comunidad»                           | 29 de noviembre de 2023   | 7.5             |
| 34  | «Una madre siempre tiene la razón»                             | 30 de noviembre de 2023   | 7.1             |
| 35  | «Rigo está para grandes cosas»                                 | 1 de diciembre de 2023    | 7.5             |
| 36  | «Un paseo lleno de problemas»                                  | 4 de diciembre de 2023    | 7.5             |
| 37  | «Cuando el amor es correspondido»                              | 5 de diciembre de 2023    | 8.4             |
| 38  | «La mala suerte de los Durango»                                | 6 de diciembre de 2023    | 6.9             |
| 39  | «Rigo demuestra su valentía»                                   | 7 de diciembre de 2023    | 3.7             |
| 40  | «Evaristo se sale con la suya»                                 | 12 de diciembre de 2023   | 7.6             |
| 41  | «Rigo recibe una desagradable bienvenida»                      | 13 de diciembre de 2023   | 6.4             |
| 42  | «Un ángel protege a Rigo»                                      | 14 de diciembre de 2023   | 7.2             |
| 43  | «Michelle muestra su temple»                                   | 15 de diciembre de 2023   | 6.4             |
| 44  | «Rigo sigue cosechando éxitos»                                 | 18 de diciembre de 2023   | 6.8             |
| 45  | «Michelle no controla sus celos»                               | 19 de diciembre de 2023   | 7.1             |
| 46  | «El amor causa discusiones»                                    | 20 de diciembre de 2023   | 6.5             |
| 47  | «La angustia de Aracely»                                       | 21 de diciembre de 2023   | 7.1             |
| 48  | «La mala suerte de los Urán»                                   | 22 de diciembre de 2023   | 5.8             |
| 49  | «La jugada de Adriana con Rigo»                                | 29 de enero de 2024       | 9.0             |
| 50  | «Una desagradable sorpresa»                                    | 30 de enero de 2024       | 7.7             |
| 51  | «En busca del perdón»                                          | 31 de enero de 2024       | 7.4             |
| 52  | «Michelle toma una radical decisión»                           | 1 de febrero de 2024      | 8.5             |
| 53  | «La nueva estrategia de Evaristo»                              | 2 de febrero de 2024      | 6.9             |
| 54  | «La ilusión de los nuevos comienzos»                           | 5 de febrero de 2024      | 8.2             |
| 55  | «Ricardo queda fascinado con Michelle»                         | 6 de febrero de 2024      | 7.4             |
| 56  | «La ambición no se detiene»                                    | 7 de febrero de 2024      | —               |
| 57  | «Una brillante idea»                                           | 8 de febrero de 2024      | —               |
| 58  | «La novia indicada»                                            | 9 de febrero de 2024      | —               |
| 59  | «Una fiesta llena de sorpresas»                                | 12 de febrero de 2024     | —               |
| 60  | «Otra decepción para Michelle»                                 | 13 de febrero de 2024     | —               |
| 61  | «Paola recibe una gran oferta laboral»                         | 14 de febrero de 2024     | —               |
| 62  | «Tras exponer a Rigo, Evaristo se sale con la suya»            | 15 de febrero de 2024     | —               |
| 63  | «Una nueva discusión entre Rigo y Michelle»                    | 16 de febrero de 2024     | —               |
| 64  | «Michelle presume a su nuevo pretendiente»                     | 19 de febrero de 2024     | —               |
| 65  | «Rigo conoce al pretendiente de Michelle»                      | 20 de febrero de 2024     | —               |
| 66  | «Berenice anima a Rigo tras su decepción amorosa»              | 21 de febrero de 2024     | —               |
| 67  | «Carmelo Rendón volvió con sed de venganza a Urrao»            | 22 de febrero de 2024     | —               |
| 68  | «Una fiscal llega a Urrao para investigar el caso de Evaristo» | 23 de febrero de 2024     | —               |
| 69  | «Evaristo Rendón volvió sano y salvo a Urrao»                  | 26 de febrero de 2024     | —               |
| 70  | «Evaristo enfrenta a Tiberio»                                  | 27 de febrero de 2024     | —               |
| 71  | «El inicio de un gran sueño»                                   | 28 de febrero de 2024     | —               |
| 72  | «Isidro es el responsable de atentar contra Evaristo»          | 29 de febrero de 2024     | —               |
| 73  | «Rigo vuelve a Urrao»                                          | 1 de marzo de 2024        | —               |
| 74  | «Una inesperada despedida»                                     | 4 de marzo de 2024        | —               |
| 75  | «Michelle termina con Ricardo»                                 | 5 de marzo de 2024        | —               |
| 76  | «Se frustra un sueño»                                          | 6 de marzo de 2024        | —               |
| 77  | «Inicia un plan secreto»                                       | 7 de marzo de 2024        | —               |
| 78  | «No todo está perdido»                                         | 8 de marzo de 2024        | —               |
| 79  | «Dos sueños cumplidos»                                         | 11 de marzo de 2024       | —               |
| 80  | «Una propuesta ambiciosa»                                      | 12 de marzo de 2024       | —               |
| 81  | «Una meta casi imposible»                                      | 13 de marzo de 2024       | —               |
| 82  | «No salió el malvado plan»                                     | 14 de marzo de 2024       | —               |
| 83  | «Los presentimientos no fallaron»                              | 15 de marzo de 2024       | —               |
| 84  | «La verdad sale a la luz»                                      | 18 de marzo de 2024       | —               |
| 85  | «El falso romance»                                             | 19 de marzo de 2024       | —               |
| 86  | «Un sueño hecho realidad»                                      | 20 de marzo de 2024       | —               |
| 87  | «Un alma en el cuerpo de un ángel»                             | 21 de marzo de 2024       | —               |
| 88  | «Una medida desesperada»                                       | 22 de marzo de 2024       | —               |
| 89  | «Una amistad incondicional»                                    | 1 de abril de 2024        | —               |
| 90  | «Marcando territorio»                                          | 2 de abril de 2024        | —               |
| 91  | «Un triste final»                                              | 3 de abril de 2024        | —               |
| 92  | «Un corazón con resentimiento»                                 | 4 de abril de 2024        | —               |
| 93  | «La secuela de una caída»                                      | 5 de abril de 2024        | —               |
| 94  | «Una triste noticia»                                           | 8 de abril de 2024        | —               |
| 95  | «Una boda se aproxima»                                         | 9 de abril de 2024        | —               |
| 96  | «Embarazo a la vista»                                          | 10 de abril de 2024       | —               |
| 97  | «Una fuerte verdad»                                            | 11 de abril de 2024       | —               |
| 98  | «Una nueva vida»                                               | 12 de abril de 2024       | —               |
| 99  | «Felices por siempre»                                          | 15 de abril de 2024       | —               |